# Terrasstrapporna

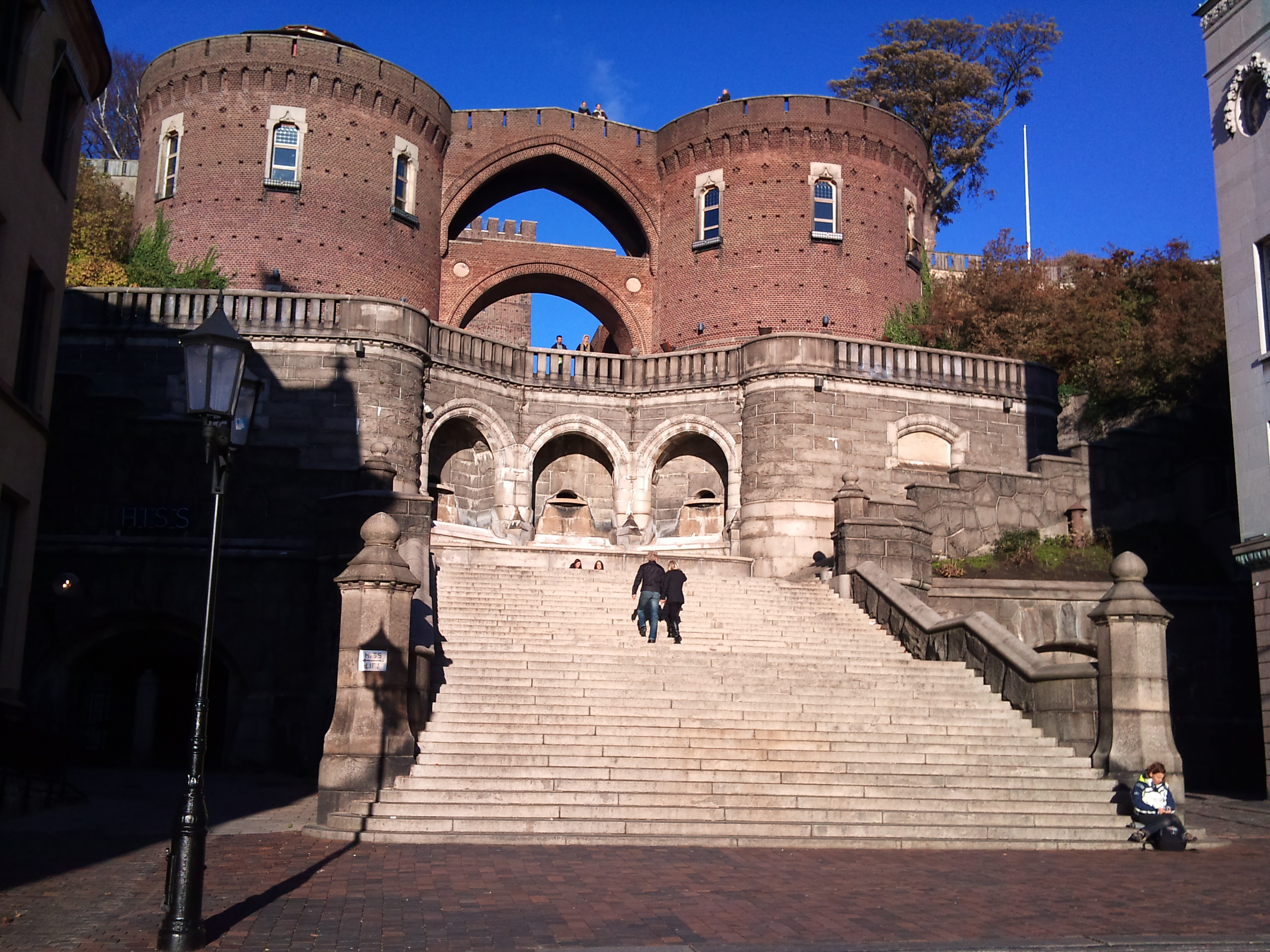
Terrasstrapporna från Konsul Trapps plats.

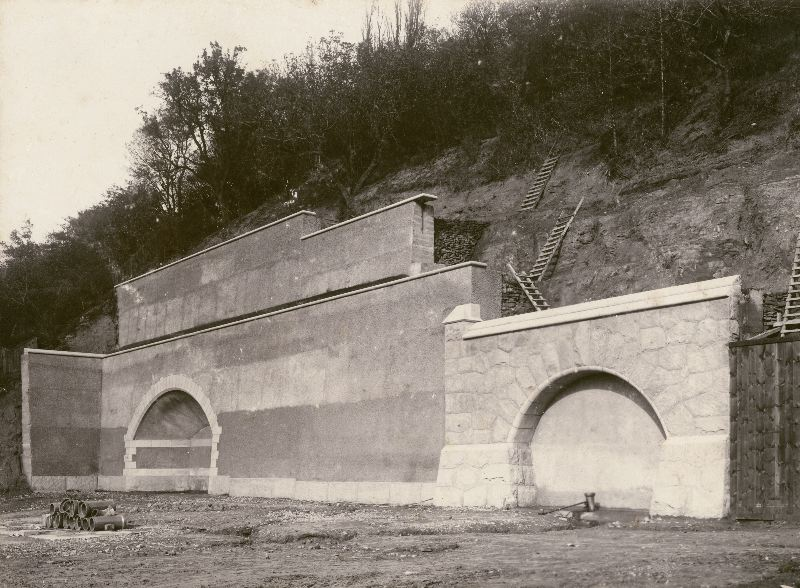
Terrasstrappornas stödjemurar under uppbyggnad.

Terrasstrapporna i Helsingborg, officiellt Konung Oscar II:s terrass, förbinder Stortorget och Konsul Trapps plats med det medeltida försvars- och residenstornet Kärnan uppe på landborgen. Trapporna byggdes åren 1899–1903. Efter deras invigning hölls den stora Industri- och slöjdutställningen i Slottshagen, en park belägen omedelbart ovanför och öster om trapporna. Arkitekt var Gustaf Améen, som även har ritat Oscarsterrassen på Skansen i Stockholm. I Helsingborgs stads bevarandeprogram för stadskärnan från 2002 klassificeras byggnaden som "särskilt värdefull bebyggelse" enligt äldre Plan- och bygglagen (3:12§).

## Arkitektur
Terrasstrapporna är stilmässigt tvådelade. Den undre delen, i uddevallagranit, har drag av nybarock medan den övre delen, i helsingborgstegel, har ett medeltida uttryck. Från Konsul Trapps plats leder en rak, bred trappa upp till en övre avsats. Trappfoten flankeras av två valv, ett blinderat i söder och ett i norr som utgör en tunnel fram till en hiss som leder upp till det norra tornet. På avsatsen ovanför trappan finns i byggnadens fasad en fontän i form av tre valv, som vart och ett rymmer ett mindre vattenfall. Där delas trappan upp i två riktningar, en sydlig och en nordlig, vilka leder runt den balustradförsedda terrassen vid sockelns krön. Där övergår trapporna i en ramp upp mot Kärnan, samtidigt som arkitekturen förändras. Rampen flankeras där av två medeltidsinspirerade runda torn i brunt helsingborgstegel förenade av två bågar, en rund och en spetsig. Tornens fasader pryds av regelbundna rader av hål som efterliknar de hål i medeltida tegelfasader som kvarstår efter dåtida byggnadsställningar. Varje torn har även tre stenomfattade fönster. Från tornen finns en omfattande utsikt över stadens centrum.

## Historik
Byggandet av Terrasstrapporna var del i den omfattande regeneration av hela området runt Kärnan som genomfördes under åren kring sekelskiftet 1900. Det gamla försvarstornet Kärnan hade genomgått en omfattande renovering åren 1893–1894. En arkitekttävling, utlyst 1897, om utformningen av Terrasstrapporna och platsen vanns av Gustav Améen före konstnären Robert Haglund på andra plats och arkitekten Gustaf Hermansson på tredje. Byggnationen på platsen krävde att man rev de byggnader som tidigare bildade fond åt Stortorget i öster, vilka ägdes av Postverket och Skånes Enskilda Bank. Dessa ersattes sedan av nya monumentala byggnader vid Terrasstrappornas norra och södra flanker.

## Terrasshissen
I trappornas norra torn finns Terrasshissen, en 33 meter hög hiss invigd år 1909. Hissen är bemannad med en konduktör och används av över 30 000 resenärer årligen (december 2015). Den nuvarande hissen installerades 1990 och är den tredje i ordningen.